# Pieter Braun
Pieter Braun (* 21. Januar 1993 in Terheijden, Provinz Noord-Brabant) ist ein ehemaliger niederländischer Zehnkämpfer. 

## Sportliche Laufbahn
Pieter Braun trat seit 2010 in internationalen Wettkämpfen an, damals allerdings noch nicht auf den Mehrkampf spezialisiert. 2012 qualifizierte er sich für die U20-Weltmeisterschaften in Barcelona. Dort wurde er 16. mit 7055 Punkten. Ein Jahr später erzielte er in der höheren Altersklasse bei den U23-Europameisterschaften mehr als 500 Punkte mehr als ein Jahr zuvor bei den Juniorenweltmeisterschaften, mit denen er Platz 11 belegte.
Im Frühjahr 2015 nahm Braun bei den Halleneuropameisterschaften in Prag an seinen ersten internationalen Wettkämpfen bei den Erwachsenen teil. Mit 4832 Punkten belegte er den elften Platz. Im Sommer feierte er mit dem Sieg bei den U23-Europameisterschaften in Tallinn seinen bislang größten sportlichen Erfolg. Die Punktzahl seine Titelgewinn konnte er einen Monat später bei den Weltmeisterschaften in Peking annähernd bestätigen, mit denen er dort den zwölften Platz belegte. Den Zehnkampf bei den Olympischen Spielen 2016 in Rio de Janeiro musste er nach dem ersten Wettkampftag aufgeben. Zuvor wurde er bei den Europameisterschaften in seiner niederländischen Heimat Siebter.
Bei den Weltmeisterschaften in London 2017 blieb er unter 8000 Punkten und kam somit nicht über Platz 16 hinaus. In der nächsten Saison stellte er im Mai beim Mehrkämpfermeeting von Götzis seine aktuelle Bestleistung von 8342 Punkten auf. Einigte Monate belegte er bei den Europameisterschaften in Berlin, wie bereits zwei Jahre zuvor, den siebten Platz. Diese Platzierung erreichte er auch bei den Weltmeisterschaften 2019 in Doha. Anfang März 2021 trat er in Toruń bei den Halleneuropameisterschaften im Siebenkampf an. Den Wettkampf brach er schließlich nach dem ersten Wettkampftag ab.

## Wichtige Wettbewerbe
| Jahr                    | Veranstaltung               | Ort                     | Platz                   | Disziplin               | Punktzahl               |
| Startet für Niederlande | Startet für Niederlande     | Startet für Niederlande | Startet für Niederlande | Startet für Niederlande | Startet für Niederlande |
| ----------------------- | --------------------------- | ----------------------- | ----------------------- | ----------------------- | ----------------------- |
| 2012                    | U20-Weltmeisterschaften     | Barcelona               | 16.                     | Zehnkampf               | 7055 Punkte             |
| 2013                    | U23-Europameisterschaften   | Tampere                 | 11.                     | Zehnkampf               | 7540 Punkte             |
| 2015                    | Halleneuropameisterschaften | Prag                    | 12.                     | Siebenkampf             | 6832 Punkte             |
| 2015                    | U23-Europameisterschaften   | Tampere                 | 1.                      | Zehnkampf               | 8195 Punkte             |
| 2015                    | Weltmeisterschaften         | Peking                  | 12.                     | Zehnkampf               | 8114 Punkte             |
| 2016                    | Europameisterschaften       | Amsterdam               | 7.                      | Zehnkampf               | 7945 Punkte             |
| 2016                    | Olympische Sommerspiele     | Rio de Janeiro          |                         | Zehnkampf               | DNS                     |
| 2017                    | Weltmeisterschaften         | London                  | 16.                     | Zehnkampf               | 7890 Punkte             |
| 2018                    | Europameisterschaften       | Berlin                  | 7.                      | Zehnkampf               | 8105 Punkte             |
| 2019                    | Weltmeisterschaften         | Doha                    | 7.                      | Zehnkampf               | 8222 Punkte             |
| 2021                    | Halleneuropameisterschaften | Toruń                   |                         | Siebenkampf             | DNF                     |

## Persönliche Bestleistungen
Freiluft
- 100 Meter: 10,97 s, 30. Mai 2015, Götzis
- Weitsprung: 7,71 m, 27. Mai 2017, Götzis
- Kugelstoßen: 15,67 m, 30. April 2022, Grosseto
- Hochsprung: 2,04 m, 28. August 2015, Peking
- 400 m: 48,02 s, 11. Juli 2015, Tallinn
- 110 m Hürden: 14,13 s, 12. Juli 2015, Tallinn
- Diskuswurf: 47,33 m, 10. Mai 2018, Vught
- Stabhochsprung: 5,05 m, 16. Juni 2016, Amsterdam
- Speerwurf: 64,19 m, 26. Mai 2019, Götzis
- 1500 m: 4:24,29 min, 27. Mai 2018, Götzis
- Zehnkampf: 8342 Punkte, 27. Mai 2018, Götzis

Halle
- 60 m: 7,16 s, 1. Februar 2020, Apeldoorn
- Weitsprung: 7,54 m, 7. Februar 2020, Apeldoorn
- Kugelstoßen: 15,40 m, 6. März 2021, Toruń
- Hochsprung: 2,02 m, 1. Februar 2020, Apeldoorn
- 60 m Hürden: 8,08 s, 30. Januar 2016, Apeldoorn
- Stabhochsprung: 5,04 m, 14. Februar 2016, Apeldoorn
- 1000 m: 2:40,19 min, 26. Januar 2014, Sheffield
- Siebenkampf: 6072 Punkte, 8. Februar 2020, Apeldoorn